# Silvio Viale
Silvio Viale (Cuneo, 2 giugno 1957) è un politico e ginecologo italiano, già presidente del Comitato Nazionale di Radicali Italiani.

## Biografia
Di formazione cattolica, studia dai giuseppini e consegue la maturità scientifica prima di iscriversi alla facoltà di medicina, dove inizia a fare politica, prima nella Sinistra Studentesca e poi in Lotta Continua, di cui divenne uno dei leader del gruppo torinese.

### Il caso dell'"Angelo Azzurro"
Per una denuncia del terrorista Roberto Sandalo di aver partecipato ai "fatti dell'Angelo Azzurro" fece sei mesi di custodia cautelare nel carcere Le Nuove. La denuncia non fu suffragata da nessun elemento e Viale in appello fu assolto con formula piena. Verrà più volte eletto rappresentante degli studenti al consiglio di facoltà in liste di sinistra ed animerà l'esperienza de "Il clistere".

### L'attività medica e politica successiva
Una volta laureato si specializza in ginecologia e comincia a lavorare all'ospedale Sant'Anna di Torino.
Verso la metà degli anni ottanta entra nei Verdi, impegnandosi e partecipando in tutte le iniziative portate avanti dal gruppo torinese del partito (come, ad esempio, i blocchi alla centrale nucleare di Trino, le pose di alberi, le manifestazioni a favore della metropolitana, ecc.). All'inizio degli anni novanta viene eletto nelle liste verdi al comune di Torino, dove in consiglio s'impegna sui temi della tossicodipendenza e delle unioni civili e sulle problematiche legate ad AIDS, prostituzione, aborto e contraccezione.
È capogruppo dei Verdi in Consiglio Comunale nelle due amministrazioni guidate da Valentino Castellani, dal 1993 al 2001. Lascia i verdi e passa ai Radicali, che ne appoggiano la candidatura a sindaco di Torino in occasione delle elezioni comunali del 2001 (ottiene l'1,5%). In seguito diventa un dirigente di rilievo di Radicali Italiani; nel 2005 contende, senza successo, la segreteria a Daniele Capezzone. È dirigente anche dell'Associazione Luca Coscioni e di Exit Italia. È stato per anni presidente dell'Associazione Radicale Adelaide Aglietta.
È stato eletto presidente del movimento politico Radicali Italiani nel corso del IX Congresso tenutosi dal 29 ottobre al 1º novembre 2010 a Chianciano Terme (SI).

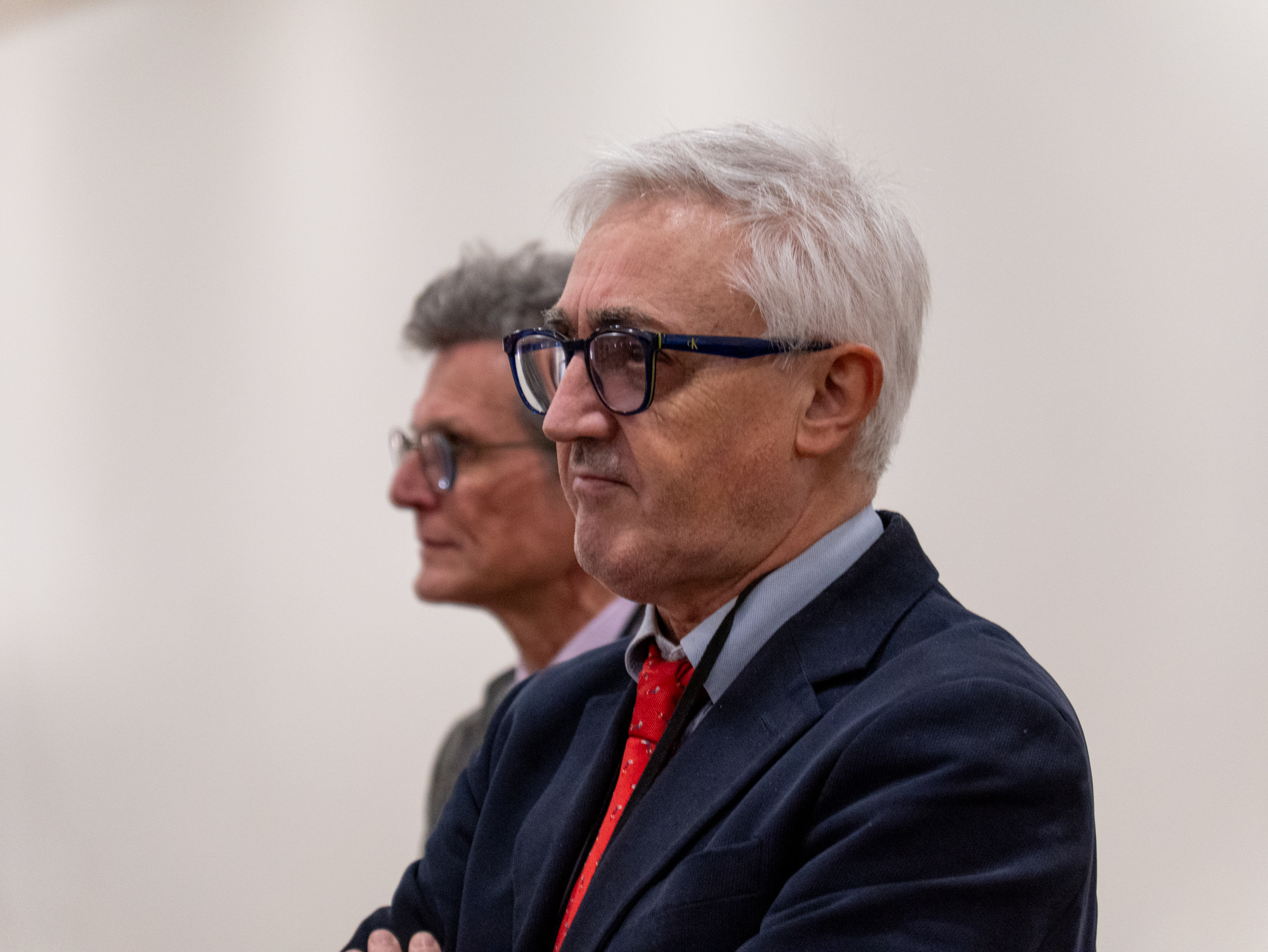
Silvio Viale al Congresso di Radicali Italiani 2024

In ambito radicale è stato anche candidato per la Lista Pannella-Bonino alla carica di presidente della regione Liguria, alle elezioni regionali del 2010. La lista non è però riuscita a raccogliere le firme per presentarsi alla competizione. Alle elezioni comunali di Torino del 15-16 maggio 2011, si è candidato nella lista del Partito Democratico risultando eletto. Oltre che a Radicali Italiani è iscritto al Partito Democratico sin dalla sua fondazione.

### L'impegno a favore della RU-486
Negli ultimi anni ha assunto un ruolo politico rilevante nell'impegno a favore della pillola RU-486 o mifepristone, tecnica per l'aborto farmacologico, di cui Viale ha avviato la sperimentazione in Italia nel 2005, dopo il parere favorevole del Comitato Etico della Regione Piemonte, ma in assenza del parere, vincolante, del Ministero della Salute, nella persona degli allora Ministri Sirchia e Storace.
Nel dicembre 2009 la RU486 è stata legalizzata in Italia. Nell'aprile 2010 Viale e i suoi colleghi dell'Ospedale S. Anna di Torino hanno iniziato la somministrazione ordinaria del farmaco; in un anno hanno somministrato la pillola RU486 a 1.011 donne, il 25% delle IVG (interruzioni volontarie di gravidanza) avvenute nell'ospedale. La Regione Piemonte è al primo posto in Italia nella somministrazione della RU486.

## Controversie
Nel 2010 viene sospeso per 25 giorni dall'ospedale Sant'Anna di Torino, a seguito di una lite con una caposala, la quale ha riportato la frattura di un dito.
Nel 2015 viene querelato per diffamazione dallo scrittore Erri De Luca, per aver postato su Twitter un'immagine di un'auto in fiamme in Val di Susa, con il commento "Ecco il sabotaggio di Erri De Luca", riferendosi alle parole dello scrittore sul fatto che occorrerebbe "sabotare la TAV".
Nel febbraio del 2024 viene indagato per molestie sessuali in base alle denunce di quattro sue pazienti. 